# ヴェルナー・グロスマン
ヴェルナー・グロスマン（Werner Großmann, 1929年3月6日 - 2022年1月28日）は、ドイツ民主共和国(東ドイツ)のスパイ。国家保安省（シュタージ）偵察総局(独: Hauptverwaltung Aufklärung, HVA）局長。最終階級は国家保安省大将（Generaloberst）。

## 略歴
1929年、グロスマンはオーバーエーベンハイトに生まれる。家業であったレンガ職人としての修行を積んでいたが、第二次世界大戦末期には国民突撃隊へ動員されている。
戦後はドイツ民主共和国(東ドイツ)の市民としてドレスデン工科大学に通いつつ、自由ドイツ青年団に所属して活動した。1952年には国家保安省に入り、偵察総局の前身に当る外務諜報部(Außenpolitischen Nachrichtendienstes, APN)の一員となる。1966年から1967年までモスクワの党員学校に在籍する。また、国家保安省大学校(Hochschule des Ministeriums für Staatssicherheit)の前身である法科大学校(Juristische Hochschule)にも在籍し、この際に弁護士資格を得ている。1983年、彼は偵察総局副局長となり、1986年にマルクス・ヴォルフ局長が退職すると、彼は偵察総局局長兼国家保安省次官に昇進した。1989年、彼は大将（Generaloberst）の階級を授与された。
1990年、ドイツ再統一と共に国家保安省は解体される。その後、グロスマンは左翼党の一員となった。

## 文献
- Werner Großmann:Bonn im Blick. Die DDR-Aufklärung aus der Sicht ihres letzten Chefs, Berlin 2001. ISBN 9783360009432
- Jung, Christian: Geschichte der Verlierer. Historische Selbstreflexion von hochrangigen Mitgliedern der SED nach 1989, Heidelberger Abhandlungen zur Mittleren und Neueren Geschichte, Band 16, Universitätsverlag Winter Heidelberg, Heidelberg 2007. ISBN 9783825353087